# Sucker Creek 150A
Sucker Creek 150A är ett reservat i Kanada.   Det ligger i provinsen Alberta, i den centrala delen av landet, 3 000 km väster om huvudstaden Ottawa. Sucker Creek 150A ligger vid sjön Lilla Slavsjön.
Runt Sucker Creek 150A är det mycket glesbefolkat, med 5 invånare per kvadratkilometer.